# 卡达尼亚
卡达尼亚是葡萄牙布拉干萨区的一个堂区。总面积15.51平方公里，总人口276人，人口密度17.8人/平方公里。